# Virgil Gheorghiu
Pour les articles homonymes, voir Virgil Gheorghiu (homonymie) et Gheorghiu.
Constantin Virgil Gheorghiu, né le 15 septembre 1916 à Războieni, en Moldavie, dans le Nord de la Roumanie, et mort le 22 juin 1992 à Paris 15e, est un écrivain et prêtre orthodoxe roumain. Écrivant tant en roumain qu'en français, il est notamment connu pour son roman phare La Vingt-cinquième Heure.

## Biographie

### Jeunesse et études
Virgil Gheorghiu naît à Valea Albă, un hameau de la commune de Războieni, dans le județ de Neamț en Roumanie[réf. nécessaire]. Son père, comme ses ancêtres, est prêtre orthodoxe de l'Église orthodoxe roumaine à Petricani. Ses parents destinent leur fils au séminaire et à la prêtrise, mais ils doivent renoncer à ce projet faute d'argent.
De 1928 à 1936, Virgil Gheorgiu étudie à l'école militaire de Chișinău, et durant cette période il compose des poèmes dont certains sont publiés dans la presse. Il étudie ensuite à la faculté des lettres de Bucarest. Il fait ses débuts littéraires à Bucarest où il vit de divers petits emplois tout en poursuivant des études à la faculté de philosophie. Il a une première altercation avec la Garde de fer en décembre 1937 : le journal Buna vestire, organe officiel du groupe des légionnaires, accuse Gheorghiu d'avoir plagié un poème de Carianopol, légionnaire à la Garde de fer[réf. nécessaire]. Une seconde altercation a lieu en 1939, lorsqu'il est victime d'une tentative d'assassinat en pleine rue par un houligan de la Garde de fer, à la suite de la publication du recueil Armand Càlinescu — du nom du premier ministre roumain assassiné par neuf membres de la Garde de fer le 21 septembre 1939[réf. nécessaire].
Il se marie en 1939 avec Ecaterina Burbea, jeune avocate juive à la Cour d'appel de Bucarest. L'année suivante, en 1940, il reçoit le Prix Royal de poésie pour son recueil Calligraphies sur la Neige.

### La guerre et l'après-guerre
Sous la dictature fasciste du général Ion Antonescu, le contexte devenant difficile pour son épouse, Gheorghiu, forcé de choisir entre elle et son pays, décide de quitter la Roumanie avec son épouse : il devient diplomate, travaillant d'abord, en 1942, au secrétariat de la légation du ministère des Affaires étrangères, puis l'année suivante à l'ambassade roumaine de Zagreb en tant qu'attaché culturel. C'est d'ailleurs en Croatie qu'il apprend en août 1944 le ralliement de la Roumanie aux Alliés.
Fuyant les crimes de l'Armée rouge, il quitte la Croatie avec son épouse pour demander l'asile politique à l'Ouest. Mais sa qualité d'ancien diplomate au service d'un régime fasciste lui porte préjudice et le couple est arrêté puis emprisonné de 1945 à 1947 dans une prison américaine en Allemagne. Gheorghiu est séparé de son épouse pendant ces deux ans de détention, durant lesquels il passe par quatorze camps différents (sa femme en connaîtra dix). Après la libération du couple, celui-ci vit un temps à Heidelberg où Gheorghiu donne des cours à la faculté de théologie et reprend l'écriture, ce qui ne les empêche pas de connaître une situation précaire, à laquelle une santé devenue défaillante de Virgil. En 1948, après trois tentatives infructueuses, le couple parvient à traverser la frontière allemande et à obtenir l'asile en France, après l'avoir tenté en Suisse, qui les refuse parce qu'ils n'ont pas de compte en banque[réf. nécessaire].

### La Vingt-cinquième heure
C'est à Heidelberg que Virgil Gheorghiu rédige La Vingt-cinquième heure, son œuvre la plus connue. Une fois installé à Paris, il propose le manuscrit au philosophe et écrivain Gabriel Marcel, directeur littéraire chez Plon qui préface la première édition française. Sorti au printemps 1949, le livre connaît un succès rapide et bénéficie de multiples traductions à travers le monde (au moins 31 langues), à l'exception, bien sûr, des pays du bloc de l'Est. L'ouvrage est décrit comme un « roman antitotalitaire […qui dénonce] la déshumanisation du monde moderne ». Trois ans plus tard, l'auteur fait publier La Seconde Chance.

### Accusation d'antisémitisme
En 1952, Virgil Gheorghiu, comme certains intellectuels roumains de sa génération, fait face à une violente campagne de presse : on lui reproche la rédaction, en 1941, de Les Rives du Dniestr brûlent (roumain : « Ard Malurile Nistrului »), « un reportage, écrit au temps où l’armée roumaine combattait aux côtés de la Wehrmacht, [qui] faisait notamment l’éloge du soldat hitlérien et conspuait "le juif malfaisant" », selon les termes de Josyane Savigneau, et ce alors qu'il était correspondant de guerre accrédité par la Wehrmacht sur le front de l'Est, à l'époque où la Roumanie était alliée du Troisième Reich. Alexandra Laignel-Lavastine relève que dans cet ouvrage, l'auteur se demandait notamment « pourquoi les troupes roumaines n'abattaient pas directement à la mitrailleuse les juifs au lieu de les déporter en colonnes vers les camps de Transnistrie », les juifs soviétiques ayant été accusés en bloc d'avoir soutenu l'occupation soviétique de la Bessarabie et de la Bucovine du Nord en 1941. Ce faisant, Gheorghiu rejoignait la propagande du régime d'Ion Antonescu : 
« Dans ce convoi composé de plusieurs milliers d'individus se trouvent aussi une partie des juifs qui ont dévasté, incendié et pillé la ville de Bălți et d'autres villes du nord de la Bessarabie. […] De temps à autre, les youpins jettent des regards furtifs et chargés de joie diabolique sur la ville brûlée. Ces amas de cendres sont leur œuvre. Ce sont eux qui ont détruit la ville de Bălți. […] Ce sont eux les auteurs de ces assassinats, ce sont eux qui ont enfermé les chrétiens dans les caves, dans les innombrables prisons secrètes de la ville, ce sont eux qui ont posé la dynamite, eux qui l'ont fait exploser. […] Combien la peine de mort est un châtiment clément pour eux et pour leurs crimes.  »
— Référence ? Texte introuvable.
Face à ces critiques, Virgil Gheorghiu refusa de démentir publiquement ses écrits, ce qui provoqua sa rupture avec Gabriel Marcel, qui exigea par la suite le retrait de sa préface des éditions ultérieures de La Vingt-cinquième Heure.
Depuis, un éclairage bien plus nuancé a été apporté sur cette polémique, notamment par Thierry Gillybœuf, qui montre en 2017 dans Virgil Gheorghiu, L'écrivain calomnié, que ces accusations proviennent d'une cabale lancée par Les Lettres françaises dans son premier numéro du mois de janvier 1953, avec un article de Francis Crémieux, membre du PCF très hostile aux dissidents d'Europe de l'Est. Francis Crémieux terminait son article accusateur par cette question : « D’autres avec moi diront si la place d’un Gheorghiu est en France, à la Sorbonne, ou au banc des accusés devant un tribunal pour répondre de complicité du crime de génocide. »
L'affaire Gheorghiu fut donc largement prise dans la tourmente de la guerre froide. Dans cette affaire, « acteurs partisans et arguments controuvés sont les mêmes que ceux, quelques années plus tard, de l’affaire Kravchenko — dont Nina Berberova, alors chroniqueuse judiciaire, a fait sous ce titre un compte rendu d’autant plus accablant qu’il est factuel et impartial – qui n’hésitèrent pas à remettre en cause l’intégrité morale et intellectuelle de Margarete Buber-Neumann ». Les Lettres françaises s'en étaient en effet pris, quatre auparavant, à cette victime du goulag soviétique et du camp nazi de Ravensbrück, en essayant à toute force de discréditer sa parole et en orchestrant une campagne internationale contre la personne de Kravchenko. Virgil Gheorghiu a été l'objet d'une chasse similaire. Des témoignages de connaissances et employeurs juifs roumains de l'époque crient pourtant explicitement à la diffamation ; Martin F. Economu, ancien directeur de La Vie juive de Bucarest, et Camil Ring, ancien directeur du journal Le Courrier israélite écrivent un texte le 30 décembre 1953 dans lequel ils affirment que « les calomniateurs de M. Gheorghiu ne sont pas des gens qui veulent défendre un idéal démocratique et humanitaire, mais qui, au contraire, se trouvent dans les rangs de ceux qui ont toujours milité contre cet idéal et contre le peuple juif ». 

### Développement de son œuvre
Après cette affaire, Gheorghiu séjourne un temps en Argentine puis revient en France et publie en 1954 un récit d'inspiration autobiographique, L'homme qui voyagea seul, puis, en 1955 Le peuple des Immortels, qui tourne autour de l'histoire romancée des Daces, et qui est suivi d'une tétralogie roumaine dans les années soixante.
En 1965, l'auteur livre De la vingt-cinquième heure à l'heure éternelle, ouvrage évoquant son enfance et son père prêtre, « dialogue d'âme à âme, ici de fils à père, interrompu par la séparation des corps et poursuivi dans un espace mystique ». Le succès qu'a connu son premier roman ne sera cependant plus jamais renouvelé, notamment en raison de la polémique de la décennie précédente mêlée à l'ambiance de la guerre froide qui ternit sa carrière jusqu'à la fin.
L'anticommunisme constant de Gheorghiu ne s'accompagne pas d'une défense du capitalisme : dans L'Œil américain, publié en 1972, il se livre à une violente charge contre la standardisation mécanique capitaliste et l'impérialisme américain. L'année précédente, en 1971, la Direction de la Surveillance du territoire français lui apprend que la jeune femme que son épouse et lui avaient embauchée était une espionne roumaine.
Parallèlement à cette œuvre romanesque et auto-fictionnelle, Gheorghiu écrit La vie de Mahomet, en 1963, « livre à l'érudition patiente et animée de cette chaleur que confère la curiosité authentique, écrit par un homme de tolérance et de bonne volonté, dont l'ouverture d'esprit lui permet de comprendre et restituer les composantes intérieures et la forme de vérité de cette religion qu'il a étudiée à Heidelberg ». D'autres vies de saints sont écrites par Virgil Gheorghiu, notamment celle de saint Jean Chrysostome et saint Ambroise de Milan.
En 1967, Henri Verneuil réalise le film tiré de La Vingt-cinquième heure, avec Anthony Quinn dans le rôle du paysan Iohann Moritz, et Serge Reggiani dans celui du fils du prêtre Koruga, Traïan, qui prend conscience que la vingt-cinquième heure est arrivée.

### Prêtre orthodoxe
Le 23 mai 1963, Virgil Gheorghiu a été ordonné prêtre de l'Église orthodoxe roumaine de Paris. En juin 1966, il reçoit des mains du patriarche orthodoxe de la Roumanie communiste la croix récompensant ses activités sacerdotales et littéraires. En 1971, il devient patriarche de l'Église orthodoxe roumaine de Paris. En 1979, il rédige Christ au Liban. De Moïse aux Palestiniens, dans lequel il donne un éloge vibrant de ce pays. Autre culture qui sera l'objet d'une louange passionnée, la Corée, avec l'ouvrage, paru en 1987, La Corée. La belle inconnue de l'Extrême-Orient à l'heure des Jeux Olympiques.
En 1989, alors que l'Occident semble découvrir la situation terrible dans laquelle se trouve la Roumanie communiste, de nombreux politiques et religieux viennent assister à la messe de Noël célébrée par Gheorghiu dans l'église roumaine des Saints Archanges à Paris. Bien qu'il se soit opposé toute sa vie au régime communiste roumain, Gheorghiu porte un œil très critique sur la manière dont Ceausescu et sa femme ont été exécutés et dénonce la barbarie de cette mort relayée avec complaisance par les médias. Pour Gheorghiu, la période qui s'ouvre alors n'est que la poursuite inversée de la précédente : « On s'est débarrassé du tyran, il a été tué à la manière soviétique. On a mis en place les compagnons, les complices et les collaborateurs du vampire… Les vrais martyrs sont les anonymes »[réf. nécessaire].

### Mort
Gheorghiu meurt le 22 juin 1992, à Paris, où il est enterré, au cimetière de Passy, sans jamais avoir revu sa Roumanie natale.

## Jugement sur l'œuvre
En tout, Gheorghiu a écrit une trentaine de livres. Pour Josyane Savigneau, Gheorghiu a composé de « nombreux romans assez médiocres aux intrigues policières peu convaincantes » ; mais, ajoute-t-elle,  : Mémoires. Le témoin de la vingt-cinquième heure, décrit comme « sa "vraie" confession, brillante et ambiguë » et son œuvre marquante, le « roman antitotalitaire » qu'est La Vingt-cinquième Heure. Virgil Gheorghiu a écrit ses derniers livres en langue française.

## La Vingt-cinquième Heure
Le roman raconte l'épopée de Iohann Moritz, paysan moldave qui traverse la Seconde Guerre mondiale comme victime inconsciente de la société arrivée à la 25e heure, quand les individus ne sont plus considérés en tant que tels, mais traités comme membres de catégories. Ainsi Iohann Moritz est successivement pris pour un juif par les fascistes roumains, pour un espion roumain par les fascistes hongrois, pour un « aryen exemplaire » par les nazis Allemands puis pour un nazi par les Américains, chacun le considérant comme élément d'une catégorie à laquelle il n'appartient pas, incapable qu'il est d'expliquer sa simple identité d'homme et de choisir son destin face à des « scrutateurs » déshumanisés et pensant par « petites cases ».
Ce roman est une remise en question radicale de l'« homme nouveau » du XXe siècle, de son indifférence à autrui, de sa cruauté. La menace de la robotisation de la société y est dénoncée tant dans le nazisme et le totalitarisme que dans la démocratie pluraliste mais capitaliste à l'américaine, et dans le communisme soviétique qui apparaît en arrière-plan. La politique par catégories et idées toutes faites n'est pas une menace passée, aussi ce livre garde-t-il toute son actualité.

## Œuvres

### Ouvrages en roumain, non traduits
- Viaţa de toate zilele a poetului (La vie de tous les jours du poète), Editura Cartea Românească, Bucarest, 1937
- Caligrafie pe zăpadă (Calligraphie sur la neige), Editura Fundaţiilor Regale pentru Literatură şi Artă "Regele Carol II", Bucarest, 1940
- Armand Călinescu (Armand Calinesco), Editura Socec, Bucarest, 1940
- Ard malurile Nistrului : mare reportaj de război din teritoriile dezrobite (Les rives du Dniestr sont en flammes, grand reportage de guerre dans les territoires libérés - il s'agit de la Bessarabie et de la Bucovine occupées un an auparavant par l'URSS en application du pacte Hitler-Staline), avec une lettre de Tudor Arghezi, éd. Naţională Gh. Mecu, Bucarest, 1941
- Cu submarinul la asediul Sevastopolului (En sous-marin à l’assaut de Sébastopol), éd. Naţională Gh. Mecu, Bucarest, 1942
- Am luptat în Crimeea (J’ai combattu en Crimée), reportage de guerre, et portrait de Lucia Demetriade-Bălăcescu, éd. Naţională Gh. Mecu, Bucarest, 1942
- Ceasul de Rugăciune (L’heure de la prière), avec un portrait de l'auteur par R. Rybiczka, éd. Naţională Gh. Mecu, Bucarest, 1942
- Ultima oră (La dernière heure), Editura Naţionala, Bucarest, 1943
- Rumänische Märchen (Contes roumains), Eibandentwurf von Eugen Dörr, Ähren-Verlag, Heidelberg, 1948

### Traductions en français
- La Vingt-cinquième Heure, traduit du roumain par Monique Saint-Côme (alias Monica Lovinescu), préface de Gabriel Marcel, Plon, 1949
- La Seconde Chance, traduit du roumain par Livia Lamoure, Plon, 1952
- L'Homme qui voyagea seul, traduit du roumain par Livia Lamoure, Plon, 1954
- Le Peuple des immortels, traduit du roumain par Livia Lamoure, Plon, 1955
- (es) Contrata de heroes (On embauche des héros), version española de F.R., Barcelone Luis Casalt editor, 1957
- Les Sacrifiés du Danube, traduit du roumain par Livia Lamoure, Plon, 1957
- Saint-Jean-bouche-d'or, traduit du roumain par Livia Lamoure, Plon, 1957
- Les Mendiants de miracles, traduit du roumain par Livia Lamoure, Plon, 1958
- (nl) De Vedenking (Pourquoi tuer Limitrof ?), vertaling Louis N.V. Uitgeverij W. van Hoeve & Uitgeversmaatschappij A. Manteau N.V., La Haye et Bruxelles, 1959
- Saint Ambroise de Milan, 1959, écrit en français et resté inédit. Publication en roumain: Sfantul Ambrozie al Milanului, traducere din limba franceza de Gheorghiță Ciocioi d'après le texte français établi par Thierry Gillyboeuf), Editura Sophia, 2013
- La Cravache, suivi d'une postface de l'auteur « Le Sceau de l'Infâmie », traduit du roumain par Livia Lamoure, Plon, 1960
- Perahim, traduit du roumain par Livia Lamoure, Plon, 1961
- La Maison de Petrodava (trad. du roumain par Livia Lamoure), Plon, 1961 (présentation en ligne)
- La Vie de Mahomet, traduit du roumain par Livia Lamoure, Plon, 1963 ; Éditions du Rocher, 1999  (ISBN 2-268-03275-2)
- Les Immortels d'Agapia, traduit du roumain par Livia Lamoure, Plon, 1964 ; Gallimard, 1998  (ISBN 2-070-40287-8)
- La Jeunesse du docteur Luther, traduit du roumain par Livia Lamoure, Plon, 1965
- De la vingt-cinquième heure à l'heure éternelle, traduit du roumain par Livia Lamoure, Plon, 1965 ; Éditions du Rocher, 1990  (ISBN 2268010384)
- Le Meurtre de Kyralessa, traduit du roumain par Livia Lamoure, Plon, 1965

### Ouvrages écrits français
- La Tunique de peau, Plon, 1967
- La Condottiera, Plon, 1967
- Pourquoi m'a-t-on appelé Virgil ? Plon, 1968
- Athénagoras, Plon, 1969, 319 p. [Présentation en ligne, Le Monde, 27.12.1969 (art. payant)]
- L'Espionne, Plon, 1971 ;  Éditions du Rocher, 1990  (ISBN 2-268-00985-8)
- L'œil américain, Plon, 1972
- Dieu ne reçoit que le dimanche, Plon, 1975
- Les Inconnus de Heidelberg, Plon, 1977  (ISBN 2-259-00195-5)
- Le Grand Exterminateur, Plon, 1978  (ISBN 2-259-00323-0)
- Les Amazones du Danube, Plon, 1978  (ISBN 2-259-00402-4)
- Christ au Liban. De Moïse aux Palestiniens, Plon, 1979 ; Le Christ au Liban, Éditions du Rocher, 1989  (ISBN 978-2-268-00810-3)
- Dieu à Paris, Plon, 1980  (ISBN 2-259-00613-2)
- Le Dracula des Carpates (1982), inédit, Éditions du Canoë, 536 p., 2023, avec une Préface de Thierry Gillybœuf  (ISBN 978-2-490-25173-5)
- Mémoires. Le Témoin de la vingt-cinquième heure, Plon, 1986  (ISBN 2-259-01435-6)
- La Corée. La belle inconnue de l'Extrême-Orient à l'heure des Jeux Olympiques, Plon, 1987
- L'épreuve de la liberté, Mémoires, Éditions du Rocher, 1995